# Ricky Council
Ricky Nickardo Council IV (ur. 3 sierpnia 2001 w Peru) – amerykański koszykarz, występujący na pozycji rzucającego obrońcy, od 2023 zawodnik Philadelphia 76ers oraz zespołu G-League – Delaware Blue Coats.
W 2023 reprezentował Philadelphia 76ers podczas rozgrywek letniej ligi NBA w Las Vegas i Salt Lake City.

## Osiągnięcia
Stan na 25 listopada 2023, na podstawie, o ile nie zaznaczono inaczej.
NCAA
- Uczestnik rozgrywek:
  - Sweet 16 turnieju NCAA (2023)
  - turnieju NCAA (2021, 2023)
- Mistrz sezonu regularnego konferencji American Athletic (AAC – 2021)
- Najlepszy rezerwowy konferencji AAC (2022)
- Zaliczony do:
  - I składu najlepszych pierwszorocznych zawodników konferencji AAC (2021)
  - II składu konferencji Southeastern (SEC – 2023)
- Koszykarz tygodnia konferencji SEC (5.12.2022)
- Najlepszy pierwszoroczny koszykarz tygodnia konferencji AAC (11.01.2021)